# NGC 2597
NGC 2597 je dvojna zvijezda u zviježđu Raku. 

## Vanjske poveznice
- SEDS: NGC 2597